# Rymdbegravning
Rymdbegravning används som begrepp för den typ av gravsättning där askan skickas ut i rymden.
Den första rymdbegravningen genomfördes 21 april 1997. Då skickades några få gram aska från 24 personer upp med Pegasus-raket, för att lämnas i en omloppsbana runt jorden. Askan låg i 24 olika kapslar.
Det finns flera olika typer av rymdbegravningar. Det finns aska från avlidna som skickas upp med raketer i små kapslar. Dessa kan både skickas ut i yttre rymden men också läggas i omloppsbana kring jorden. Det finns dessutom bolag som arrangerar rymdbegravningar som enbart kommer upp i närrymden. I dessa fall så kommer askan tillbaka till jorden.